# 玛尼旺寺
玛尼旺寺（或译玛尼翁寺）是一座位于泰国那空那育府冬拉昆镇侬克拉柏2号村（Ban Nong Krapo）的古庙。玛尼旺寺因美轮美奂的娜迦洞穴而闻名。

## 开放时间
- 每天上午7时至下午5时30分（有时需要预约才能进入娜迦宫）[1]

## 历史
关于玛尼旺寺的早年历史有两种说法。一是玛尼旺寺始建于1903年，并于1948年获赠皇家维松坎西玛勋章（建造佛堂的区域）。 二是玛尼旺寺最初是一座Wat Rat级别的寺庙。原名为农卡波寺，建于1895年，Phrakhru Sangkharak Sukhum是第一位在此寺度过大斋期的僧人，也是寺庙的首位住持。1942年，Phrakhru Sangkharak Sukhum晋升为Phrakhru Wisit Sangkhakari，并将寺庙的名称改为玛尼旺寺。1954年5月14日获得皇家维松坎西玛勋章。
礼拜堂建于1953年，是一座刻有图案的黄铜色教堂，十分引人注目。墙周围有主要佛像——龙婆西瓦里（Luang Pho Siwali）。还有一座西安寺庙，里面有一尊巨大的Luang Phor Panlan金佛像（或Phra Phuttharat Manee Sri Hathai Naresuan）。寺庙的每根柱子上都有刻有娜迦。寺庙亭厅建于1975年。
此外，寺庙内还设有佛法系Phrapariyattidhamma学校，于1955年开始授课。

## 建筑景观
在洞穴的入口处有一座代表穿越地狱的灰泥桥，也有一条五头娜迦和一条匿藏在在荷花池里的娜迦。荷塘边是深渊，有许多举起的双手。
寺庙内还有一个名为旺拉塔娜玛尼玛哈纳空（ถ้ำวังรัตนมณีมหานครบาดาลนาคราช，娜迦宫（Naga Palace））的冥想中心，是泰国最大的娜迦地下洞穴。这里收藏了多达1000尊娜迦雕像供人们朝拜，其中包括那伽四大家族雕塑（黃金那伽、翡翠那伽、虹雨那伽和黑曜那伽）的灰泥娜迦复制品，且还供奉着巍然矗立的帕拉塔那玛尼·玛哈巴丹（羅馬化：Phra Rattanamanee Maha Badan）金色佛像。洞穴的灯光给人一种仿佛真的进入娜迦地宫的感觉。
寺庙内还供奉着许多佛像和神像，其中包括纳黎宣国王和拉玛五世国王的图像，供游客朝拜和祈福。

## 供品
1. 干净的水[7]
2. 鲜花、槟榔[7]
3. 莲花、万寿菊、茉莉花等花卉[7]
4. 水果（如椰子、火龙果、石榴、橙子、香蕉、罗望子、苹果或含有吉祥寓意的当季水果）[7]